# Fenerbahçe Spor Kulübü (pallacanestro femminile)

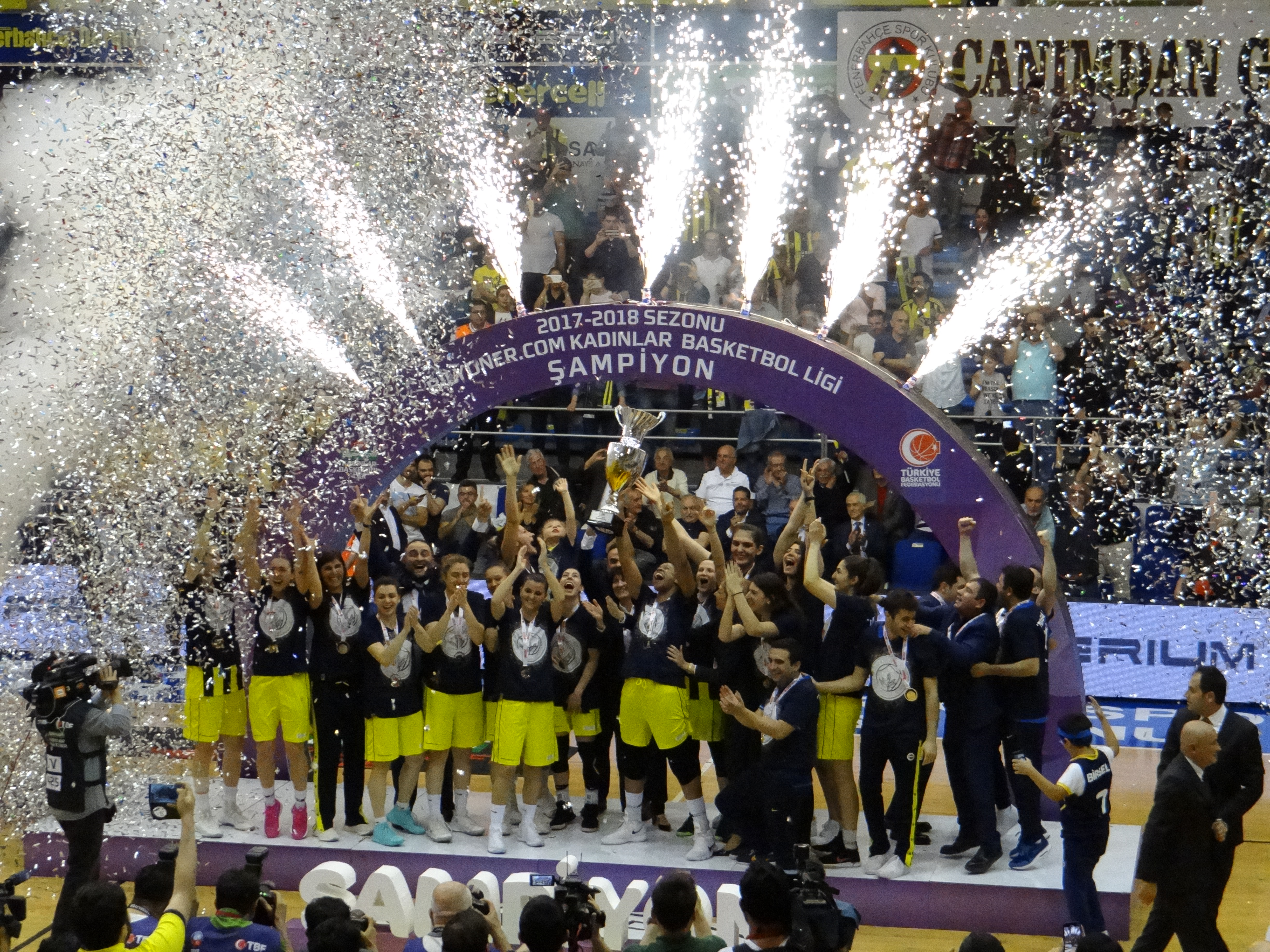

Il Fenerbahçe Spor Kulübü è la squadra di pallacanestro femminile della omonima polisportiva con sede a Istanbul, in Turchia. È nota anche come Fenerbahçe Kadın Basketbol Takımı (in turco, squadra di pallacanestro femminile del Fenerbahçe).
La squadra si è classificata al secondo posto nella EuroLeague Women nel 2013 e nel 2014.

## Palmarès
- Campionati turchi: 5

1999, 2002, 2004, 2006, 2017
- Coppe della Turchia: 6

1999, 2000, 2001, 2004, 2005, 2006
- Coppe del Presidente: 4

1999, 2000, 2001, 2005